# اورونخایکا
اورونخایکا (به قزاقی: Urunkhayka) یک منطقهٔ مسکونی در قزاقستان است که در شهرستان قاتون‌قره‌غای واقع شده‌است. اورونخایکا ۱۶۵ نفر جمعیت دارد و ۱٬۴۴۷٫۸۲ متر بالاتر از سطح دریا واقع شده‌است.